# Defaka jezik
Defaka (afakani; ISO 639-3: afn), jedan od deset ijoid jezika unutar koje čine posebnu podskupinu. Defaka se govori u Nigeriji u državi Rivers. Svega 200 govornika (2001 R. Blench).
Etnička grupa i jezik nestaju asimilacijom u nkoroo kulturu.

## Vanjske poveznice
- Ethnologue (14th)
- Ethnologue (15th)